# جک کرفرد (تنیس‌باز)
 جک کرفرد (انگلیسی: Jack Crawford؛ زاده ۲۲ مارس ۱۹۰۸ درگذشته ۱۰ سپتامبر ۱۹۹۱) یک تنیس‌باز اهل استرالیا بود.